# Moana Pozzi
Moana Pozzi all'anagrafe Anna Moana Rosa Pozzi (Genova, 27 aprile 1961 – Lione, 15 settembre 1994) è stata un'attrice pornografica, conduttrice televisiva e politica italiana, talvolta menzionata con il solo nome Moana.

## Biografia

### Le origini: la carriera cinematografica
Nacque a Genova il 27 aprile 1961, primogenita di Alfredo Pozzi, ricercatore nucleare genovese, e di Rosanna Alloisio, casalinga, originaria di Lerma (Alessandria). A tredici anni Moana, a causa del lavoro del padre, si trasferì insieme ai familiari prima in Brasile, poi in Canada e infine a Lione. Da qui, nel 1979, lasciò la famiglia – che poco dopo la sua partenza si trasferì di nuovo a Genova – per vivere indipendentemente a Roma, cominciando a lavorare saltuariamente come modella e come comparsa in numerosi film. Prima di diventare modella aveva studiato al liceo scientifico di Ovada, poi aveva continuato gli studi di chitarra classica e clavicembalo al conservatorio e infine frequentato la scuola di recitazione di Alessandro Fersen.
La sua carriera cinematografica iniziò nel 1980 con piccole parti in commedie. Sempre nel 1980 Moana girò il suo primo lavoro in cui compariva a seno nudo, un cortometraggio dal titolo Smorza 'e llights ovvero Caserta by night, per la regia di Arnaldo Delehaye, con Renzo Arbore, nella stanza da letto reale della Reggia di Caserta. Nel 1981 partecipa come concorrente al concorso di Miss Italia con la fascia di Miss Cinema Roma. 
Nel 1982 le fu affidata la conduzione di un programma pomeridiano per bambini sulla Rete 2 (l'attuale Rai 2), Tip Tap Club, assieme a Bobby Solo e Sergio Leonardi; nel frattempo, quando era ventenne, cominciò a girare film porno, accreditata con pseudonimi sempre diversi (Linda Heveret in Valentina, ragazza in calore, il suo primo film pornografico, e Margaux Jobert in Erotic Flash) per non farsi riconoscere, ma venne ugualmente scoperta e allontanata dal programma televisivo (fu sostituita alla conduzione dall'annunciatrice Roberta Giusti); ad ogni modo, come ammise lei stessa, dalla vicenda ricavò una certa pubblicità.
Moana aveva una sorella di due anni più giovane, Maria Tamiko detta Mima, che per circa tre anni (1988-1991) condivise con lei la carriera professionale divenendo a sua volta pornostar con il nome d'arte di Baby Pozzi, senza però mai ottenere un successo paragonabile a quello di Moana.

### L'ingresso nella pornografia e altre attività

Moana Pozzi sul set di Amami (1992)

Moana come pornoattrice esordì nel 1981, ma risale al 1987 la sua pellicola di lancio pornografico nel principale circuito di settore, accreditata col suo nome fin dal titolo, Fantastica Moana, per la regia di Riccardo Schicchi. Entrata nella scuderia dell'agenzia Diva Futura di Schicchi, nello stesso anno partecipò allo spettacolo dal vivo Curve deliziose che la lanciò definitivamente nel mondo del porno e le diede anche una notevole pubblicità sulla stampa per via dello scandalo, con risvolti giudiziari, che ne nacque.
Fra i film di maggior successo il già citato Fantastica Moana, Moana la bella di giorno e Cicciolina e Moana "Mondiali". Divenne assai popolare grazie alla televisione, ai cui programmi cominciò a essere invitata, anche grazie alle sue doti intellettuali e culturali sino ad allora, per il grande pubblico, insospettabili per un personaggio della pornografia. Più che la sua collega Ilona Staller, Moana Pozzi portò alla luce l'esistenza, precedentemente pressoché sotterranea, del vasto universo della pornografia e dei relativi consumatori.
Pubblicò a proprie spese il libro La filosofia di Moana (20 000 copie per un costo di sessanta milioni di lire), fondando una casa editrice diretta dal giornalista Brunetto Fantauzzi. In esso raccontava di personaggi famosi con cui avrebbe avuto rapporti sessuali occasionali. Il libro fece scalpore, anche per alcuni commenti, e veri e propri voti sulle "prestazioni" degli occasionali partner, fra i quali figurava anche un uomo politico inserito senza nome, ma riconoscibile per i notevoli indizi come Bettino Craxi, che Moana incontrò quando questi non era ancora Presidente del Consiglio, ma comunque già segretario del PSI.
Molto nota è anche la sua performance televisiva nel programma L'araba fenice (1988), nel quale faceva la critica di costume nuda o "vestita" solamente di un cellophane trasparente. Nell'estate 1992 condusse su Italia 1 in seconda serata il programma televisivo Magico David dedicato al mago David Copperfield. La popolarità di Moana fu tale che divenne anche protagonista di un cartone animato, realizzato dal cartonista Mario Verger, che la vide coinvolta nella regia: il cartoon, intitolato Moanaland, fu trasmesso a più riprese da Blob e nelle puntate monografiche dedicate alla diva dell'hard. Sempre Verger, questa volta da solo, le dedicò un altro film d'animazione I Remember Moana, raccogliendo l'attenzione di Marco Giusti ed Enrico Ghezzi per Fuori Orario; l'opera vinse la Menzione Speciale all'Erotic Film Festival negli Stati Uniti. Nel 1993 solcò le passerelle milanesi per la collezione di Chiara Boni.

### Parentesi politica: il Partito dell'Amore
Personaggio discusso, non solo per il genere cinematografico grazie al quale divenne famosa (quello hardcore), ebbe anche una breve ma popolarissima esperienza in politica. Moana fu per quattro mesi al centro dell'attenzione dei media nelle elezioni politiche del 1992, le ultime della Prima Repubblica, che si svolgevano nel pieno dell'inchiesta detta Mani pulite o Tangentopoli. Moana con il Partito dell'Amore fu invitata al pari di altri a Tribuna elettorale e riuscì a farsi conoscere anche all'estero, raccogliendo quasi duecento articoli di stampa e inoltre venne anche parodiata dalla comica Sabina Guzzanti nel programma televisivo satirico di Rai 3, Avanzi.
Quando nel 1991 la collega Ilona Staller uscì dal Partito dell'Amore, fondato da Riccardo Schicchi e Mauro Biuzzi, Moana rifondò il partito a fine gennaio 1992, concedendo il suo volto per il nuovo simbolo. Le proposte di legge, dette Staller, per legalizzare i bordelli, migliorare l'educazione sessuale e la formazione di "parchi dell'amore", presentate con il Partito Radicale nel 1987 furono messe in secondo piano per un programma più in linea con gli interessi di Moana: lotta alla corruzione politica e alla criminalità organizzata. Guidò in prima fila il suo partito alle elezioni politiche del 1992 e alle elezioni comunali a Roma dell'anno successivo.
In questa seconda campagna elettorale abbandonò del tutto la precedente linea scandalistica con la firma pubblica del documento di revoca delle cariche nel partito a Schicchi e alla Staller e con la promozione di Moana a segretario nazionale e di Mauro Biuzzi a vicesegretario e capolista per le successive elezioni amministrative del 1993. Non riuscì ad arrivare al ballottaggio: in un primo momento dichiarò che, se si fosse verificata tale situazione, avrebbe supportato il candidato di Rifondazione Comunista Renato Nicolini, che però non riuscì ad arrivare al secondo turno e il Partito dell'Amore diede allora indicazione ai propri elettori di far confluire i voti su Francesco Rutelli.

### Morte

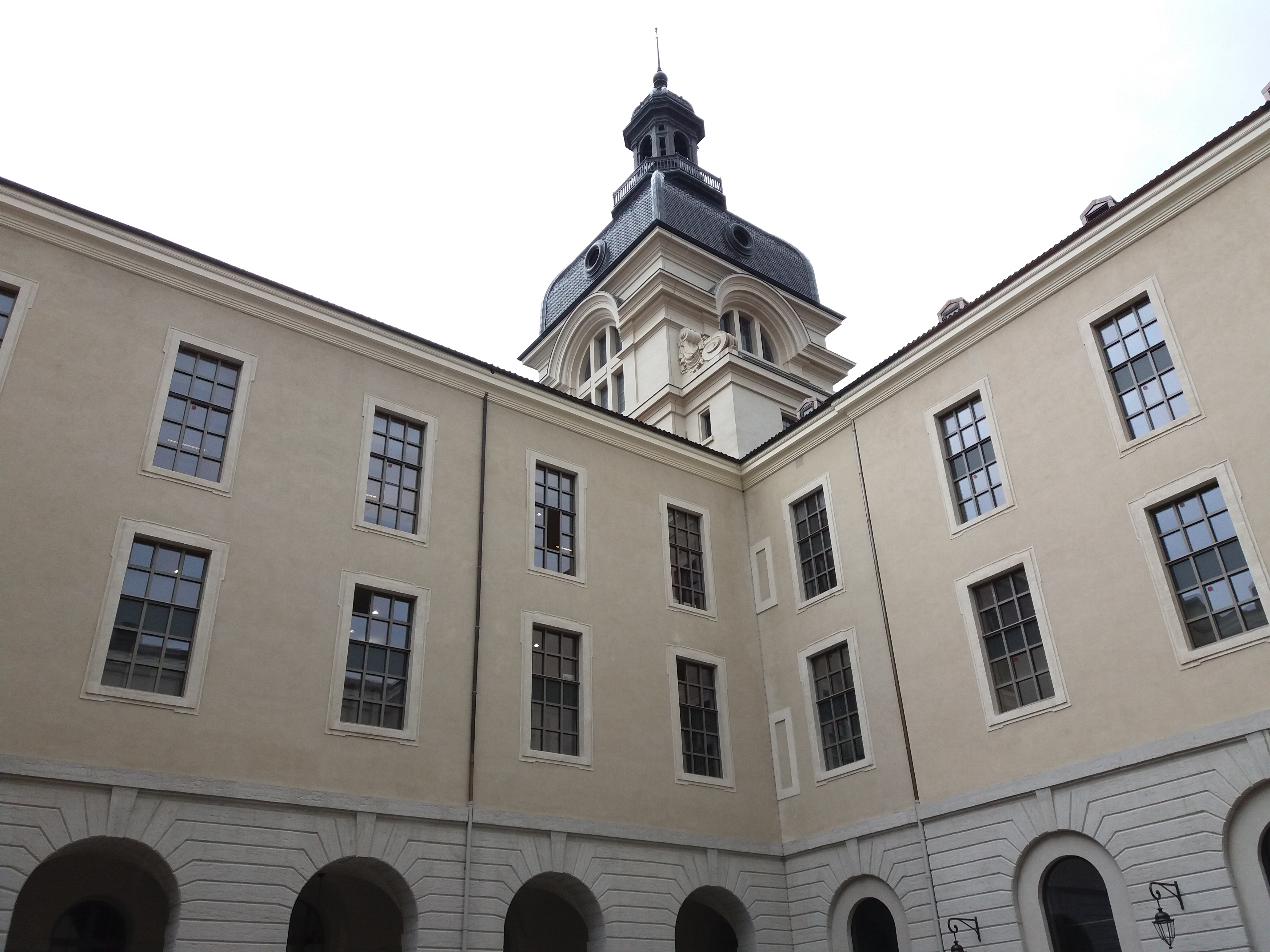
L'Hôtel-Dieu di Lione dove Moana morì il 15 settembre 1994

Moana morì all'Hôtel-Dieu di Lione, dove era ricoverata da cinque mesi, il 15 settembre 1994, all'età di 33 anni. Sul comodino a fianco del letto fu trovata una copia delle Confessioni di Sant'Agostino. La sua morte, ufficialmente dovuta a un carcinoma epatocellulare, forse causato da epatite di tipo B o C, fu improvvisa, inattesa e diede origine a voci non confermate che affermavano fosse dovuta all'AIDS, o che la stessa notizia del decesso fosse falsa, e diverse altre teorie del complotto. Tali teorie si sono rincorse negli anni e sono state alimentate anche attraverso la pubblicazione di pamphlet.
Dopo i funerali, Moana Pozzi è stata cremata il 19 settembre presso il crematorio dell'VIII arrondissement di Lione e le ceneri sono state consegnate alla famiglia, come risulta dai documenti diffusi da Chi l'ha visto?
Il 19 settembre 1994 l'arcivescovo di Napoli Michele Giordano parlò di lei durante l'omelia per il miracolo di San Gennaro ricordando il suo riavvicinamento alla fede cristiana nei mesi prima della morte.

## Indagini e speculazioni sul decesso
Nel 2004, anno del decimo anniversario della morte di Moana Pozzi, nuove voci sulla sua improvvisa scomparsa sono affiorate. La Procura della Repubblica di Roma aprì un'indagine per stabilire se Moana fosse ancora in vita. Il 18 settembre 2005, invitato in un programma di Enrico Vaime, Mauro Biuzzi (già esecutore testamentario di Moana), mostrò per la prima volta il certificato anagrafico italiano, riportante come data della morte di Moana il 15 settembre 1994. Nel dicembre 2005, nel corso del programma televisivo Chi l'ha visto?, fu mostrato per la prima volta il certificato di morte dell'ospedale di Lione. La famiglia ha confermato la circostanza in diverse interviste ed è stata mostrata anche una lapide senza nome nella tomba di famiglia Pozzi a Lerma.
Nel 2005 la famiglia, tramite il fratello Simone, annunciò la pubblicazione di un libro dedicato alla biografia dell'attrice, dal titolo Moana, tutta la verità. Nel febbraio del 2006, nel corso dell'intervista rilasciata al programma televisivo Chi l'ha visto?, colui che si credeva essere il fratello minore di Moana, Simone Pozzi, dichiarò di esserne in realtà il figlio, anche se resta ancora un mistero la paternità. Simone dichiarò di non avere intenzione di cercare il padre che non si era mai preoccupato né di lui né della madre. Mauro Biuzzi ha scritto una postfazione al libro di Simone ed è intervenuto più volte sul caso.
Nell'aprile 2007 Antonio Di Ciesco, marito dell'attrice, dichiarò in un'intervista al quotidiano Il Messaggero di aver aiutato Moana a morire, praticandole l'eutanasia quando il tumore al fegato era ormai in una fase avanzata. Rifiutando l'idea di una lunga agonia, Moana aveva preso accordi con il marito e nel settembre 1994, quando ormai non c'era più nulla da fare, questi fece entrare delle bollicine d'aria nel tubo della flebo. A metà mese la Procura della Repubblica di Roma, su istanza del produttore Riccardo Schicchi, aprì un'inchiesta iscrivendo Di Ciesco nel registro degli indagati. Mauro Biuzzi ha smentito le affermazioni di Di Ciesco.
Il 22 giugno 2007 andò in onda una puntata dedicata a Moana Pozzi del programma televisivo Enigma condotto da Corrado Augias. In tale puntata Mauro Biuzzi, responsabile dell'associazione da lui fondata insieme alla famiglia per tutelare l'immagine dell'attrice, mostrò i risultati del test dell'HIV cui si sottopose Moana nel 1992 e che era risultato negativo.
Il 16 febbraio 2014 nella trasmissione Lucignolo, l'avvocato Michele Cianci, legale della famiglia di Nicolino Matera, ultimo impresario di Moana Pozzi, ha mostrato un estratto del film inedito L'ultima volta di Moana, girato da Riccardo Schicchi quattro mesi prima della sua morte, dalla quale si nota palesemente la malattia dell'attrice.

## Il nome
Nel suo libro La filosofia di Moana l'attrice spiega che il suo nome deriva da quello di un'isola delle Hawaii, e che in dialetto polinesiano significa "il punto dove il mare è più profondo". Spiega inoltre che i suoi genitori lo scoprirono sfogliando un atlante geografico, e che dovettero insistere molto con il prete perché questi non accettava di amministrare il sacramento conferendo un nome privo di santo protettore. L'attrice, nello stesso libro, dichiara di essere stata felice della scelta dei genitori per il suono dolce del suo nome, per la originalità, e perché nel suo lavoro era perfetto, oltre al fatto che tutti pensavano fosse inventato. Nel suo significato originario il nome fu scelto dalla Disney per un suo film di animazione che in Italia e in alcuni paesi d'Europa venne modificato in Oceania o Vaiana. Quantunque la spiegazione ufficiale fosse che, in alcune nazioni, Moana sarebbe stato inutilizzabile in quanto marchio registrato, alcune testate giornalistiche hanno ipotizzato che in Italia il titolo fosse stato modificato allo scopo di evitare rimandi alla pornografia e alla celebre porno-diva.

## Associazione Moana Pozzi
A cinque anni dalla morte di Moana, il 7 giugno 1999, Mauro Biuzzi e la madre Rosanna Alloisio costituirono l'Associazione Moana Pozzi. Il sito Internet dell'associazione, aperto nel 2004 dopo cinque anni di preparazione, è un "museo online" dedicato all'attrice e il maggiore archivio gratuito esistente di immagini, informazioni e documenti originali su tutte le attività di Moana. Biuzzi, quale Presidente dell'AMP, ha svolto numerosi interventi nei media italiani e stranieri, come anche alcune azioni legali a tutela dell'immagine di Moana. L'associazione ha anche istituito il premio annuale Miss Moana.

## Omaggi
- Il film di Davide Ferrario Guardami, del 1999, si ispira alla figura di Moana Pozzi.
- Il 15 settembre 2009, a 15 anni di distanza dalla morte, Sky Uno ha trasmesso un'intervista concessa da Moana a Pippo Baudo pochi mesi prima della sua scomparsa e, a seguire, il film-documentario Moana, magnifica ossessione, diretto da Hakim Zejjari e Max Croci: 40 minuti di filmati di repertorio e interviste.
- Nell'autunno 2009, Sky Italia ha co-prodotto e mandato in onda Moana, miniserie televisiva in due puntate dedicata alla vita e alla carriera di Moana Pozzi, dall'adolescenza alla tragica morte. A interpretare la pornostar italiana è l'attrice Violante Placido. La miniserie è stata trasmessa in prima visione l'1 e il 2 dicembre 2009 su Sky Cinema 1 e, successivamente, replicata in chiaro su LA7 l'8 e il 9 settembre 2010.
- Nel 2009, Vittoria Risi ha interpretato Moana Pozzi in I segreti di Moana, un film diretto e interpretato da Riccardo Schicchi. Il film è stato girato sia in versione softcore sia hardcore e presenta (a detta degli autori) rivelazioni inedite su Moana. Nel cast sono presenti diversi nomi celebri del cinema hard italiano, alcuni dei quali hanno lavorato con Moana Pozzi tra gli anni ottanta e novanta.
- Nella serie Netflix Supersex, ispirata alla biografia di Rocco Siffredi, Moana Pozzi è interpretata da Gaia Messerklinger.
- Nel film Diva Futura, che racconta l'epopea della nota agenzia di spettacolo fondata da Riccardo Schicchi, Moana Pozzi è interpretata da Denise Capezza.
- Nel 2025, la band Baustelle include una canzone chiamata Filosofia di Moana nel loro album El Galactico.

## Filmografia

### Filmografia tradizionale

#### Cinema
- Smorza 'e llights ovvero Caserta by night, regia di Arnaldo Delehaye – cortometraggio (1980)
- La compagna di viaggio, regia di Ferdinando Baldi (1980) – accreditata come Anna Moana Pozzi
- Erotic Flash, regia di George Curor (1981) – accreditata come Margaux Jobert
- Miracoloni, regia di Francesco Massaro (1981)
- Borotalco, regia di Carlo Verdone (1982)
- W la foca, regia di Nando Cicero (1982)
- Vieni avanti cretino, regia di Luciano Salce (1982)
- Delitto carnale, regia di Cesare Canevari (1982)[n 1]
- Fuga dal Bronx, regia di Enzo G. Castellari (1983)
- Paulo Roberto Cotechiño centravanti di sfondamento, regia di Nando Cicero (1983)
- Vacanze di Natale, regia di Carlo Vanzina (1983)
- Dagobert (Le bon roi Dagobert), regia di Dino Risi (1984)
- A tu per tu, regia di Sergio Corbucci (1984)
- I pompieri, regia di Neri Parenti (1985)
- Ginger e Fred, regia di Federico Fellini (1985) – non accreditata
- I vizi segreti degli italiani quando credono di non essere visti, regia di Camillo Teti (1987)
- Provocazione, regia di Piero Vivarelli (1988)
- Diva Futura - L'avventura dell'amore, regia di Ilona Staller e Arduino Sacco – non accreditata (1989)
- Ecstasy, regia di Luca Ronchi (1989)
- Gioco di seduzione, regia di Andrea Bianchi (1990)
- Amami, regia di Bruno Colella (1992)
- L'inquieta Moana, regia di Nicholas Moore (1993)

#### Televisione
- ...e la vita continua, regia di Dino Risi – film TV (1984)
- Doppio misto, regia di Sergio Martino – film TV (1985)
- L'Odissea, regia di Beppe Recchia – miniserie TV (1991)

### Filmografia pornografica

Moana Pozzi con Rocco Siffredi nel film Moana e... le altre regine di Lawrence Webber (1987)

- Valentina, ragazza in calore, regia di Jonas Rainer (1981) – accreditata come Linda Heveret
- Fantastica Moana, regia di Riccardo Schicchi (1987)
- Moana, la bella di giorno, regia di Riccardo Schicchi (1987)
- Chiamami, regia di Lawrence Webber (1987)[n 2]
- Moana e... le altre regine, regia di Lawrence Webber (1987)
- Moana la scandalosa, regia di Riccardo Schicchi (1988)[n 3]
- La bottega del piacere, regia di Hard Sac (1988)
- Una calda femmina da letto (The Beefeaters), regia di Jim Reynolds (1989)
- La donna dei sogni, regia di Mario Bianchi (1989)
- Inside Napoli, regia di Mario Salieri (1989)[n 4]
- Super vogliose di maschi (Backfield in Motion), regia di Jim Reynolds (1990)
- Lezioni anali (Super Balls), regia di Henri Pachard (1990)
- Una signora perbene (Nothing Personal), regia di Henri Pachard (1990)[n 5]
- Vogliose ed insaziabili per stalloni superdotati (Back Fire), regia di Gregory J. Schell (1990)[n 6]
- I vizi transessuali di Moana, regia di Jim Reynolds (1990)[n 7]
- Cicciolina e Moana "Mondiali" (Sexy Mundial '90), regia di Jim Reynolds (1990)[n 8]
- Le calde labbra bagnate di Moana (Call Girl House), regia di Jim Reynolds (1990)
- Tutte le provocazioni di Moana, regia di Dudy Steel (1990)
- Moana il trans e la tettona (Hard Love My Love), regia di Jim Reynolds (1990)[n 9]
- La ragazza e... lo stallone nero, regia di Sam Fox (1990)
- Le donne di Mandingo (Passionate Love), regia di Jim Reynolds (1990)
- Manbait, regia di Gerard Damiano (1991)[n 10]
- Malibù Gorilla (Malibu Spice), regia di Alex de Renzy (1992)[n 11]
- Il castello del piacere, regia di Martin White (1992)
- Super Moana (Double Crossing), regia di Jim Reynolds (1992)[n 12]
- Sognando Moana, regia di AA.VV. (1992)
- Bocca calda mani di velluto, regia di Martin White (1992)[n 13]
- Eccitazione fatale (My Friend Mary), regia di Giorgio Grand (1992)[n 14]
- Buco profondo (The Last Couple), regia di Gerard Damiano (1992)[n 15]
- The Naked Goddess, regia di Gerard Damiano (1992)[n 16]
- Visioni orgasmiche, regia di Nicholas Moore (1992)
- Tocco magico, regia di Martin White (1993)
- Vedo nudo, regia di Martin White (1993)
- A culo nudo, regia di Tony Yanker (1994)
- Offerta indecente, regia di Tony Yanker (1994)[n 17]
- Dentro il Vulcano, regia di Tony Yanker (1994)[n 18]
- Belle pazze scatenate - Le ragazze pon pon, regia di Ely Martin (1994)
- La grande sfida hard (Match bestiale), regia di Othezguine Jacques (1994)
- Una lunga carriera, regia di Franco Ludovisi (1994)[n 16]
- L'ultima volta di Moana, regia di Riccardo Schicchi (1994) - uscito postumo nel 2014

## Programmi televisivi
- Miss Italia (Canale 5, 1981) - Concorrente[50]
- Tip Tap Club (Rete 2, 1982)[51]
- Jeans (Rai 3, 1987)
- L'araba fenice, regia di Paolo Beldì (Italia 1, 1988)
- Magico David, regia di Riccardo Recchia (Italia 1, 1992)

## Doppiatrici italiane
- Sonia Scotti in Valentina, ragazza in calore
- Marinella Armagni in Assatanate del sesso
- Daniela Caroli in Cicciolina e Moana "Mondiali"

## Discografia

### Album
- 1989 – Impulsi di Sesso (Ginger Music - CD 09456)

### Raccolte
- 1990 – AA.VV. Diva Futura - Sexy Girls (Diva Futura Srl, DIVA CD 44672-45)  con i brani L'Ultima Notte e Let's Dance
- 1993 – AA.VV. Sigle TV (RTI Music, RTI 1021-2, CD) con il brano Ti amoana
- 2015 – AA.VV. Leo Mas Presents Mediterraneo - Rare Balearica Vol 1 (Music For Dreams, ZZZV15011) con il brano L'Ultima Notte

### Singoli
- 1989 – Supermacho (ACV Sound, ACV 5471, 12")
- 1989 – L'ultima notte/Let's Dance (LGO Music, 022190, 7")
- 1992 – Machito!/Sapore di Maschio Part 1/Sapore di Maschio Part 2/Sapore di Maschio Part 3/Sapore di Maschio Part 4 (CD single/EP)
- 1993 – Aeroplano telecomandato/Ti amoana (Ginger Music – GI-0041, pubblicato in Spagna)

### Altri brani incisi per gli spettacoli dal vivo
- 1986 – Io con te (Je t'aime) (incisa per lo spettacolo Curve meravigliose)
- Mi guarderai
- Mi sono rotta lo sai
- Nuda

## Opere
- La filosofia di Moana, Roma, Moana's Club Edizioni, 1991.
- Il sesso secondo Moana, Roma, Moana's Club Edizioni, 1992.